# Propithex alternata
Propithex alternata är en fjärilsart som beskrevs av W. Warren 1899. Propithex alternata ingår i släktet Propithex och familjen mätare. Inga underarter finns listade i Catalogue of Life.